# Sândalo
O sândalo  (Santalum album) é uma árvore originária da Índia e outras partes da Ásia. Atualmente, também é plantada em outros lugares do mundo, em especial na América. A sua madeira é conhecida por seu entalhe para esculturas e porque, dela, se obtêm óleos voláteis que são usados em perfumaria. Tanto o óleo extraído do sândalo quanto o perfume que é fabricado a partir do óleo também recebem o nome de "sândalo". O sândalo originário da Índia é a que produz a melhor madeira e os melhores óleos aromatizantes. As espécies que são cultivadas no resto do mundo não são tão próximas à espécie indiana, porém também recebem o nome de "sândalo" e sua madeira é, também, aromática.
Na Índia, o sândalo é uma árvore sagrada, e o governo a tem declarado como "propriedade nacional" para preservá-la da depredação à qual tem sido exposta. Só é permitido o seu corte quando o exemplar possuir mais de trinta anos, momento em que naturalmente começa a morrer. Um tronco do sândalo demora 25 anos para adquirir um diâmetro de 6 centímetros.

## Etimologia
"Sândalo" se originou do sânscrito xandana através do persa xändäl, do árabe sandal e do grego médio sandalon.

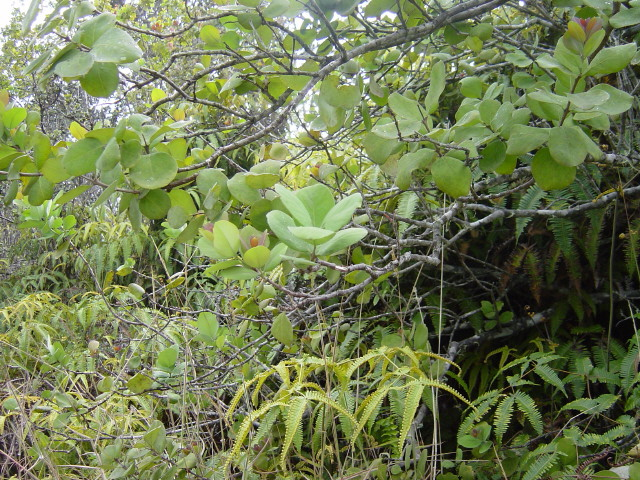
Arbusto de sândalo do Havaí.

## A madeira
A madeira do sândalo, quando recém-cortada, apresenta coloração amarela, porém, com o tempo, adquire uma coloração marrom mais escura. Quando seca, não se racha; é de fácil tratamento em carpintaria e fumega com facilidade. É uma madeira dura,  de densidade 950 quilogramas por metro cúbico, que seca lentamente, e é resistente a fungos e insetos.

## Utilização
Os óleos obtidos da destilação da casca da madeira, do seu miolo e das raízes são utilizadas em perfumaria.
É usado em rituais como aromatizante (incenso) para alcançar a harmonia espiritual.
A madeira pode ser usada para produzir esculturas, caixas, pentes para ornar cabelos e outros objetos pequenos. Também é muito utilizada na confecção do japamala, o rosário hindu utilizado para meditação, ascensão espiritual e proteção energética.